# Mechatrolink
Mechatrolink je otevřená průmyslová digitální komunikační sběrnice pohybových signálů. Navržena byla pro přenos dat mezi jednotkami řízení polohy. Tato sběrnice a příslušný protokol představují standard pro pohony strojů pro obrábění dřeva a plastu[zdroj⁠?!].

## Fyzické uspořádání
Konektor je čtyřpólový a je odvozený z plochého USB konektoru. Vlastní sběrnice používá tři vodiče (S a /S představují signál v diferenciálním zapojení a SH je zem/stínění). V jednotlivých zařízeních je použit oddělovací transformátor. Sběrnice je na koncích ukončena rezistorem na odpor 120 ohmů mezi signálovými vodiči. Celková délka sběrnice musí být do 50 m. Předpokládá se max. 15 zařízení na sběrnici.

## Verze sběrnice
- 1.0 – používá přenosovou rychlost 4 Mbit/s a paket délky 17 byte
- 2.0 – v současnosti nejrozšířenější verze (MECHATROLINK-II); komunikuje rychlostí 10 Mbit/s a má volitelnou velikost paketu 17 nebo 32 byte.[1]
- 3.0 – verze ve vývoji (MECHATROLINK-III)

## Správa sběrnice a protokolu Mechatrolink
Protokol je spravován konsorciem Mechatrolink.org.